# Andrej Kraus
Andrej Kraus (ur. 13 lipca 1967 w Bojnicach) – słowacki aktor.
Studiował aktorstwo w Wyższej Szkole Sztuk Scenicznych w Bratysławie. 
Brał udział w audycji rozrywkowej „Twister” oraz w telewizyjnych programach rozrywkowych: Uragán, Hurikán i Susedia. Jest szczególnie znany ze współpracy z Petrem Marcinem. Scenarzysta serialu Panelák na TV JOJ.

## Filmografia
- 1976: Sváko Ragan
- 1976: serial My sme malí muzikanti - reż. Ivan Krajíček
- 1977: Kamarátka Šuška jako Peter Horský
- 1987: Discopříběh jako Cáfa
- 1988: Postoj jako Imro
- 2006–2007: Susedia jako László Komárom
- 2008–2009: Kutyil s.r.o. jako Lajos Gyönyörű

## Dyskografia
- 2003: Hity z uragánu - Krímeš, CD